# بيلار غونزاليس دي غريغوريو
بيلار غونزاليس دي غريغوريو (بالإسبانية: Pilar González de Gregorio)‏ هي كاتِبة إسبانية، ولدت في 10 يناير 1957 في مدريد في إسبانيا.